# Bashundhara City

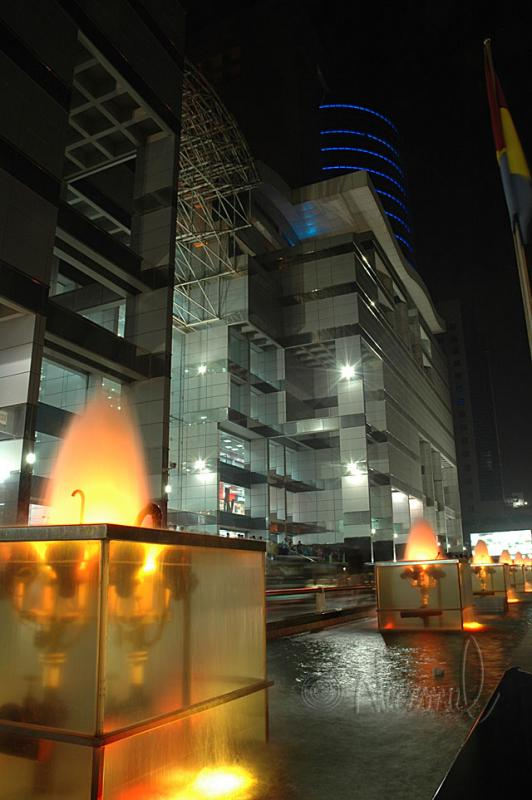
Extérieur de Bashundhara City

Bashundhara City (bengali : বসুন্ধরা সিটি), situé à Dacca, au Bangladesh, est le plus grand centre commercial de l'Asie du Sud. Il a été ouvert au public le 6 août 2004.
Bashundhara City possède 21 étages, dont 8 sont utilisés pour les magasins, et les autres étages sont utilisés comme siège social du Bashundhara Group.
Le centre commercial comporte 2 500 magasins et un étage est réservé pour une centaine de cafétérias, un parc d'attractions et cinq salles de cinéma. Sur le toit du gratte-ciel est disposé un grand jardin pour symboliser la nouvelle ville de Dacca.